# SCR-270
Pour les articles homonymes, voir SCR et radar (homonymie).
Le SCR–270 (Signal Corps Radio modèle 270) est un des tous premiers radars de veille lointaine. C'était le principal radar à longue portée utilisé à travers le monde par l'Armée de terre des États-Unis (US Army) au cours de la Seconde Guerre mondiale. On l'a surnommé le « Radar de Pearl Harbor » car c'est un SCR–270 qui a détecté la flotte aérienne japonaise une heure et demie avant l’attaque de Pearl Harbor du 7 décembre 1941 mais dont l’information n’a pas été prise en compte par le commandement américain.
Deux versions du système ont été produites, une mobile (SRC–270), et une fixe (SRC–271) dont l'équipement électronique était le même, mais dont les antennes permettaient une meilleure résolution. Une version améliorée, le SCR–289, a également vu le jour. Toutes les versions 270 ont été équipées par la suite de systèmes à micro–onde après que le magnétron à cavité fut introduit aux États-Unis grâce à la mission Tizard. Le seul autre système radar de veille lointaine opérationnel était le AN/CPS-11 qui n'a été disponible qu'à la fin de l'année 1944.

## Développement du radar
Le Signal Corps travaille sur plusieurs concepts de radar dès la fin des années 1920 sous la direction du colonel William Blair, directeur des laboratoires du Signal Corps à Fort Monmouth dans le New Jersey. Bien que l'armée s'intéresse a priori à des systèmes de détection à infrarouges — ce qui est un axe de recherche en vogue à ce moment — en 1935 on revient à l'idée du radar après que William Blair a fait venir Roger Colton qui le convainc d'envoyer un autre ingénieur s'informer sur le projet de radar CXAM de la Marine américaine (United States Navy). William Hershberger part donc étudier le projet et fait un rapport très positif à son retour. En éveillant l'intérêt de James Allison, officier supérieur du Signal Corps, ils réussissent à glaner quelques fonds et opèrent des ponctions sur les fonds d'autres projets. Une équipe de chercheurs est mise sur pied sous la direction d'un ingénieur civil, Paul Watson.
Dans le courant du mois de décembre 1936, l'équipe de Paul Watson réalise un prototype puis travaille à l'améliorer. En mai 1937, il devient possible de faire une démonstration et le système détecte un bombardier de nuit. À la suite d'un fait fortuit, la démonstration se révèle être particulièrement convaincante. En effet, le bombardier Martin B-10 devait suivre une route prédéfinie pour que le radar puisse le localiser. En raison d'un fort vent, le bombardier a dérivé de plus de 15 km. Les opérateurs radar ont donc dû le rechercher, si bien qu'une simple démonstration théorique s'est transformée en opération de recherche et de localisation réelle. Le développement de ce système se poursuit avec le SCR-268 qui, finalement, évolue et se révèle être un remarquable radar de tir à courte et moyenne portées.
En avril 1937, le lieutenant commander Davis — officier d'un escadron de poursuite de l'United States Army Air Corps dans la zone du canal de Panamá — envoie une requête directe à l'officier supérieur de l'armée des États–Unis responsable du « signal » (Chief Signal Officer), court-circuitant ainsi la hiérarchie, pour réclamer un « moyen de radiodétection des aéroplanes » (Means of Radio Detection of Aircraft). Le SCR–268 n'étant pas tout à fait adapté à leurs besoins, une nouvelle requête arrive réclamant un radar à longue portée. Cette requête émanant cette fois de Henry Harley Arnold est datée du 3 juin 1937.
Peu après, le Signal Corp est averti que son radar est surveillé par des espions allemands et prend la décision de déplacer son centre de recherche sur le site de défense de l'artillerie côtière de la baie inférieure de New–York à Sandy Hook (New Jersey). Après le déménagement, le travail reprend immédiatement à la demande de l'Air Corps.

## Caractéristiques
Le cœur du SCR–270 est un tube électronique à refroidissement par eau permettant des puissances d'émission de 8 kW en continu ou de 100 kW en mode pulsé. Les tout premiers spécimens sont fabriqués à la main, mais un contrat est passé avec Westinghouse en octobre 1938 pour produire en série sous la dénomination Westinghouse « WL–530 » et sous le numéro Signal Corps « VT–122 ». Deux exemplaires sont livrés en janvier 1939 et sont montés dans le premier SCR–270 juste à temps pour être utilisé au cours des manœuvres de l'armée l'été suivant. D'autres systèmes plus perfectionnés suivent, alors que l'armée signe de nouveaux contrats de production.
À l'origine, le SCR–270 est transporté par quatre camions. L'antenne est installée sur un dispositif pliable provenant de la transformation d'une foreuse de tour de forage qui peut être monté sur la plate–forme d'une remorque pour le transport. Une fois déployé, le radar mesure près de 5,5 m de haut et est supporté par une base d'environ 2,5 m de large renfermant les moteurs destinés à la rotation des antennes. Les antennes par elles-mêmes sont constituées de 36 dipôles demie-onde placés devant des réflecteurs, disposés en trois groupements, chaque groupement comprenant douze dipôles, trois en hauteur par quatre en largeur. Plus tard apparait une version à 32 dipôles et réflecteurs répartis en huit de large sur quatre de haut dans sa version fixe et quatre de large sur huit de haut dans sa version mobile. Le support d'antenne nécessite également un camion bien qu'il soit muni de roues et n'utilise pas de remorque, le groupe électrogène et l'émetteur sont sur un autre camion et, enfin, le centre de contrôle voyage sur le dernier camion.
En cours d'utilisation l'antenne est pointée depuis le centre de contrôle, son angle d'azimut peut être lu sur les chiffres peints sur le support de l'antenne. Le radar est opéré sur la fréquence de 106 MHz avec une durée d'impulsion comprise entre 10 et 25 microsecondes et une fréquence de répétition de 621 Hz. Avec une longueur d'onde de l'ordre de 2,85 m, le SRC–270 ressemble au Chain Home développé à la même époque en Angleterre, mais diffère des systèmes allemands à micro–ondes plus sophistiqués. Cette fréquence de 106 MHz est très judicieuse car elle correspond à une longueur d'onde (2,85 m) qui est à peu près de la taille d'une hélice d'avion, par conséquent, un écho qui peut-être très important selon l'angle entre la cible et le radar. La portée moyenne est de l'ordre de 250 km et on peut raisonnablement détecter un aéroplane à cette distance.
Le document de l'armée des États–Unis Operational Characteristics of Available Equipment Classified by Tactical Application, aujourd'hui rendu public, donne les performances statistiques du SRC–270–D, c'est–à–dire « la portée maximale de détection d'un bombardier isolé volant à des altitudes convenues lorsque le radar est installé au niveau de la mer ».
| Altitude | 1 000 pieds (300 m) | 5 000 pieds (1 500 m) | 20 000 pieds (6 100 m) | 25 000 pieds (7 600 m) |
| Portée   | 20 milles (32 km)   | 50 milles (80 km)     | 100 milles (160 km)    | 110 milles (180 km)    |

## Déploiement initial

### Déploiement et formation des opérateurs

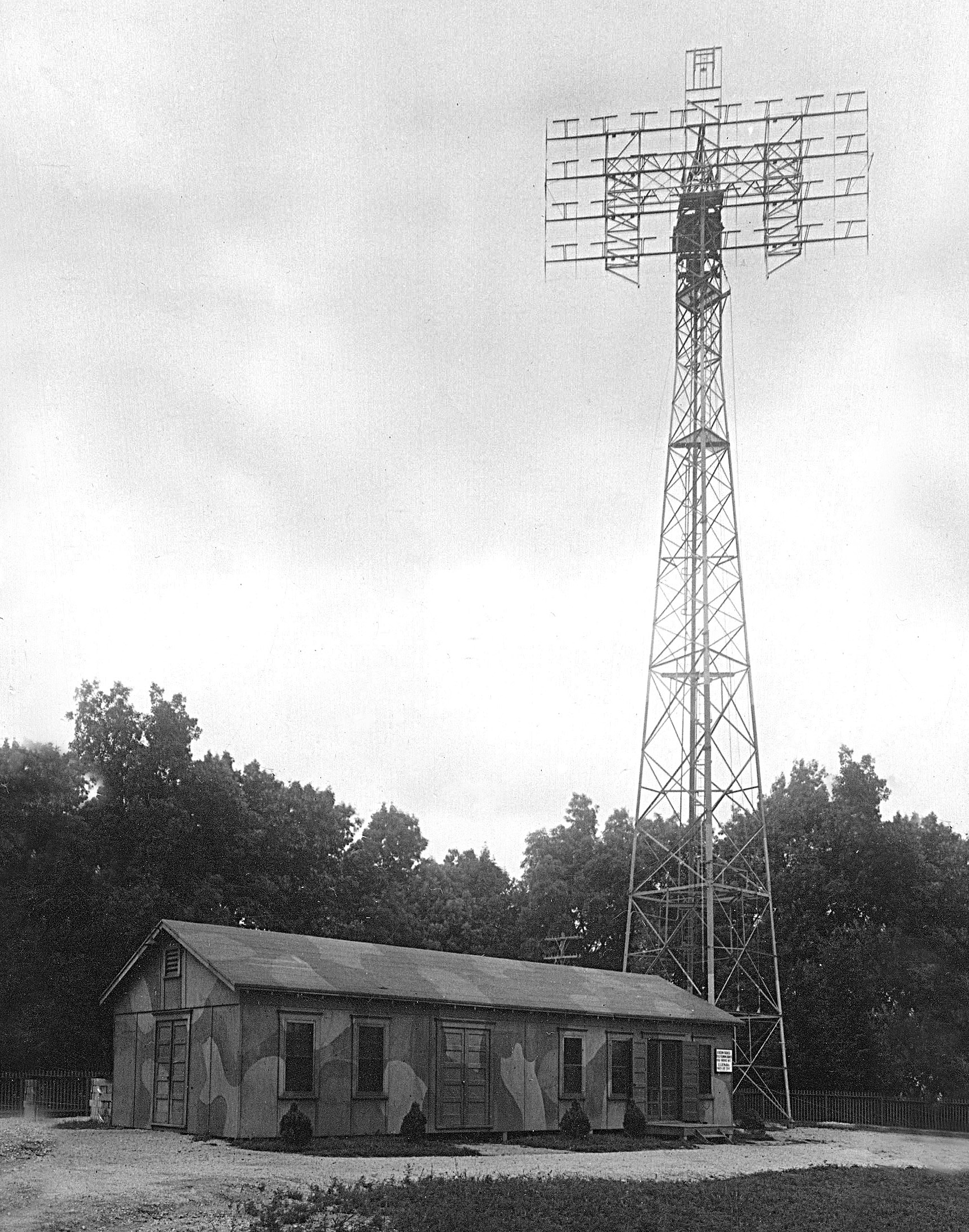
Le SCR–271 de Camp Evans en version fixe.

La version fixe du SCR-271-A/1 est livrée dans la zone du canal de Panamá et devient opérationnelle en octobre 1940 à Fort Sherman sur l'extrémité atlantique du canal. À son premier essai il détecte des avions de ligne à une distance de 190 km. Le deuxième exemplaire du radar est installé en décembre 1940 à Fort Grant sur Tobaga Island, à l'extrémité pacifique du canal qu'il est vital de protéger par une bonne couverture radar pour pallier sa vulnérabilité. Westinghouse intensifie rapidement sa production et fabrique une centaine de radars pour la fin de 1941.
Les opérateurs des stations radar du canal de Panamá, des Philippines, d'Hawaï et d'autres sites stratégiques sont recrutés dans une école de défense aérienne de Mitchel Field en avril 1941. Cette école résulte des efforts mis en œuvre en 1940 lorsque le ministère de la Guerre crée le commandement de la défense aérienne (Air Defense Command) dirigé par le général de brigade James E. Chaney. Chaney est chargé par Hap Arnold de collecter des informations sur le système de défense aérienne britannique et de les transférer au plus vite à l'armée américaine. Le général de corps d'armée aérienne Hugh Dowding, l'un des concepteurs du système de défense aérienne de la Bataille d'Angleterre, était à l'école et discutait avec des généraux américains de la manière et de l'urgence d'organiser la défense autour d'Hawaï, en particulier de la nécessité d'une couverture radar efficace le long des côtes.

### Tactique inadaptée
Malgré le haut niveau de l'enseignement et la qualité de l'entraînement que l'école offrait pour l'utilisation du SCR–270, ainsi que pour son intégration et sa coordination avec les chasseurs d'interception, l'armée ne montrait que peu de support aux jeunes officiers ainsi formés. Lorsque le général d'armée Kenneth Bergquist retourne à Hawaï, après s'être assuré que l'école se chargerait de mettre sur pied un système de coordination fiable, il y découvre le manque d'intérêt total du commandement sur place pour le système et il est réincorporé dans son unité combattante d'origine. Affecté à la défense d'Hawaï, le Général Walter Short ne maîtrise pas très bien les armes et les tactiques que les techniciens de l'armée — sous la conduite de Hap Arnold — l'incitent fortement à utiliser. Sauf dans de rares exceptions, il ne montre aucun intérêt à assister, ou même à coopérer, à la construction de la défense aérienne. Ce n'est que lorsque l’étrange appareillage fait son apparition que l'armée se décide à faire revenir Bergquist pour procéder à l'assemblage du matériel. De sa propre initiative, et entouré de quelques jeunes officiers bien motivés, il construit un centre de contrôle de fortune sans autorisation et sans aucun moyen financier.
Le premier SR–270 est opérationnel en juillet 1941. En novembre, Bergquist ne dispose que d'une équipe réduite et de quatre radars SCR–270–B situés autour de Oahu, auxquels vient s'ajouter un cinquième radar en secours. Ils sont implantés sur le central north shore d'Haleiwa, à Opana Point (à l'extrémité nord), au nord–ouest à Mount Kaala qui est le point le plus haut et, enfin, à l'extrémité sud–est à Koko Head. Cependant il n'existe aucun système de communication pour transmettre les rapports ; pour l'une des stations l'opérateur doit même aller téléphoner ses rapports depuis une station-service située à bonne distance. Enfin, par respect d'un ordre extrêmement précis du général Short, les stations radar ne doivent fonctionner que quatre heures par jour et être coupées chaque matin à sept heures.
Bien que les communications finissent par être améliorées, la hiérarchie de commandement ne change pas. L'artillerie anti–aérienne, les radars et les avions intercepteurs ne dépendent pas d'un commandement unique à ce moment dans les forces américaines et une bonne défense aérienne nécessite un contrôle direct de tous ces moyens disséminés dans plusieurs unités. Ceci s’est révélé un point crucial lorsque Robert Watson-Watt a procédé avant la guerre à une simulation d'alerte d’attaque aérienne. Celle-ci avait échoué lamentablement alors que le système radar par lui–même avait parfaitement fonctionné et avait amené les Britanniques à restructurer leur commandement, ce que Dowding essaie sans succès à faire comprendre aux Américains, l'inertie du haut commandement étant trop grande.

### Le SCR–270 dans l'attaque de Pearl Harbor
La radar numéro 012 se trouve à Opana Point (Hawaï) au matin du 7 décembre 1941, opéré par deux hommes de troupe, Elliot et Joseph Lockard. Ce matin là, le système aurait dû être déjà coupé, mais comme le camion devant venir les chercher pour le petit déjeuner était en retard, les deux hommes décident de s'entraîner un peu. À sept heures et deux minutes, ils détectent l'aviation japonaise s'approchant de Oahu à une distance de 210 km et Lockard transmet l'information par téléphone au centre de Fort Shafter en précisant qu’« un grand nombre d'avions approchent par le Nord, trois points Est ». Son correspondant transmet fidèlement en répétant qu'il s'agit d'un nombre d'avions jamais vu, que c'est « une terrifiante grosse formation » (an awful big flight).
Le rapport est ensuite transmis à un jeune officier inexpérimenté arrivé seulement la semaine précédente. L'officier pense qu'il s'agir d'un vol de B–17 arrivant ce matin des États–Unis. Mais il n'y a que six B–17 dans la formation, ce qui ne correspond pas à l'énorme « spot » vu sur le radar. L'officier n'a que quelques notions de technique, les opérateurs radar ne sont pas au courant du vol des B–17, ni de leur nombre, et les B–17 n'ont pas d'IFF (Identification friend or foe) ni d'autre procédure permettant leur identification à distance telle que celle que les Britanniques ont développée au cours de la Bataille d'Angleterre. Le raid sur Pearl Harbor commence 55 minutes plus tard et marque l'entrée officielle des États–Unis dans la Seconde Guerre mondiale.
Les opérateurs radar ont également oublié de communiquer que l'attaque arrivait par le Nord si bien que la flotte américaine cherchait inutilement dans le Sud–ouest d'Hawaï. Rétrospectivement, c'est plutôt une chance car ainsi ces bâtiments n'ont pas subi le sort de ceux de Pearl Harbor.
Après l'attaque japonaise, la RAF accepte d'envoyer Watson-Watt aux États–Unis pour former les militaires aux techniques de la défense aérienne. Watson-Watt fait surtout mieux connaître les possibilités du radar à l'ensemble du commandement qui n'en avait qu'une idée très vague et considérait le radar comme un jouet détectant toutes sortes d'objets. Le Général Gordon P. Saville, directeur de la défense aérienne au quartier–général de l'armée de l'air, américaine considère le rapport de Watson-Watt comme un « réquisitoire accablant contre l'ensemble de notre système d'alerte ».

## Le SCR–270 pendant la Seconde Guerre mondiale
Aux Philippines, l’United States Far East Air Force à Clark field n'a pas fait mieux que la défense aérienne de Pearl Harbor. En effet, bien qu'ils aient eu sept SCR–270, seulement deux étaient opérationnels et comme à Hawaï on n'encourage pas vraiment leur usage.
Même 10 heures après l'attaque de Pearl Harbor et des détections exactes des vols ennemis par un radar en fonctionnement à Iba (Philippines), de nombreux chasseurs des Philippines sont attaqués au sol et détruits. La plus grande concentration de B–17 à l'extérieur des États–Unis est également éliminée. Après une journée, la force de frappe réelle de la Far East Air force est détruite et sa puissance d'attaque considérablement réduite. Au vu de cette expérience, il n'est pas certain que, même si les informations radar au moment de l'attaque de Pearl Harbor avaient été prises au sérieux, le résultat eût été très différent. Les hauts responsables de la défense américaine des installations exposées à une attaque aérienne n'avaient pas conscience de l'utilité ni des possibilités des moyens de défense aérienne dont ils disposaient, et combien le radar était vital dans ce dispositif. La vulnérabilité avait été bien démontrée dans des simulations, en particulier dans les Fleet problem de la marine américaine d’avant-guerre.
En juin 1942, sur les îles Midway, un SCR–270 était installé sur la partie occidentale de Sand Island. Au cours de la bataille de Midway, le SCR–270 devait annoncer les raids aériens japonais, mais il n'a pas joué de rôle significatif dans la partie purement navale de la bataille.

## Le SCR–270 de nos jours
Après avoir été utilisé par l'armée, le radar de Pearl Harbor (numéro 012) est prêté à l'Université de la Saskatchewan à Saskatoon (en même temps qu'un deuxième exemplaire est prêté au Conseil national de recherches Canada à Ottawa), qui, ne connaissant pas son histoire, l'a utilisé pour créer la toute première image d'une aurore boréale en 1950 parue dans la revue Nature. Le radar a également été l'objet de nombreuses recherches pendant un temps. En 1990, après l'avoir laissé à l'abandon pendant des années, l'université reçoit un appel téléphonique pour l'informer du passé historique du radar et demander son retour afin de le remettre en état et de le préserver. Aujourd'hui, il se trouve au musée de l'histoire de l'électronique (Historical Electronics Museum) près de Baltimore.

### Sources
- (en) Cet article est partiellement ou en totalité issu de l’article de Wikipédia en anglais intitulé « SCR-270 radar » (voir la liste des auteurs).

Manuels de service de l'armée américaine :
- TM 11-1510, 11-1570, 11-1033, 11-1100, 11-1114, 11-1310, 11-1370, 11-1410, 11-1470
- FM 11-25
- SNL G703, antenna trailers, K-22, K-64,
- SNL G511, truck/van K-30, K-31, K-62